# Idresca d'Isonzo
Idresca d'Isonzo (in sloveno Idrsko; in friulano Idresche) è un centro abitato della Slovenia, insediamento (naselje) del comune di Caporetto.

## Storia
Il centro abitato apparteneva storicamente alla Contea di Gorizia e Gradisca, come comune autonomo; era noto con il toponimo italiano di Idersca e quello sloveno di Idersko, e comprendeva anche il vicino insediamento di Mlinsko.
Il villaggio è noto in Slovenia perché il 4 giugno 1915 i carabinieri, all'offensiva bellica, vi ordinarono la decimazione di 61 civili sloveni rastrellati nei paesi circostanti e accusati di spionaggio a favore dell'esercito austro-ungarico. Sei uomini di età compresa tra i 45 e i 65 anni furono fucilati, mentre i rimanenti furono portati a Cividale e processati da un tribunale militare, che non riuscendo a dimostrare la loro colpevolezza li assolse. Furono comunque ritenuti elementi pericolosi, e pertanto furono internati in Sardegna e a Lipari.
Dopo la prima guerra mondiale passò, come tutta la Venezia Giulia, al Regno d'Italia; il toponimo nel 1923 venne modificato in Idresca d'Isonzo, e il comune venne inserito nel circondario di Tolmino della provincia del Friuli. La circoscrizione territoriale rimase la medesima dell'epoca asburgica, includendo la frazione di Mlinsco/Molin d'Idresca (Mlinsko). Nel 1927 il comune passò alla nuova provincia di Gorizia. Il governo Mussolini annesse l'abitato a Caporetto nel 1928.
Secondo il censimento del 1921, l'1,51% della popolazione era italiana.
Dopo la seconda guerra mondiale il territorio passò alla Jugoslavia; attualmente Idresca (che ha ripreso il suo nome sloveno di Idrsko) è frazione del comune di Caporetto.